# Mary Jane Mageau
Mary Magdalen Jane Mageau (Milwaukee, 4 september 1934) is een Amerikaans-Australisch componiste, muziekpedagoge, klavecimbelspelster en schrijfster, die sinds 1974 in Australië leeft en werkt.

## Levensloop
Mageau studeerde zowel aan de DePaul-universiteit in Chicago bij Leon Stein als aan Universiteit van Michigan in Ann Arbor, waar haar compositiedocenten Leslie Bassett en Ross Lee Finney waren. Zij behaalde haar Bachelor of Music alsook haar Master of Music (1969) met haar compositie Variegations voor orkest. Zij studeerde ook aan het Tanglewood Music Center (1970).
Voor meerdere jaren was zij in de Verenigde Staten docente en muzieklerares. In 1974 verhuisde zij naar Queensland en doceerde aldaar aan het Brisbane College on Advanced Education en later aan het Queensland Conservatory. Zij was oprichtster van het Brisbane Baroque Trio. Later huwde zij met de architect Kenneth White en werd zij genaturaliseerd tot Australisch staatsburger. Tot 1990 gaf zij ook recitals als klaveciniste.
Als componist schreef zij werken in verschillende genres. Zij won onder andere een zilveren medaille tijdens de Louis Moreau Gottschalk International Composer's Competition.
Verder is zij auteur van twee spirituele boeken en heeft drie videobanden met muziek van vijf vrouwelijke componisten uit 3 eeuwen gemaakt.

## Composities

### Werken voor orkest
- 1969 Variegations, voor orkest
- 1970 Montage, voor orkest
- 1976 rev.1986 Indian Summer, voor orkest
- 1982-1987 Concerto grosso, voor dwarsfluit, cello, klavecimbel en strijkorkest
- 1983 Pacific portfolio, voor jeugd-/schoolorkest
- 1988 Concert, voor klavecimbel en strijkorkest
- 1989 Dance Suite, voor cello en strijkorkest
- 1990 Triple Concerto, voor viool, cello, piano en orkest
- 1991 Suite, voor strijkorkest
- 1992 Variations (on a ground in gamut), voor orkest
- 1993 An Early Autumn's Dreaming, voor orkest
- 1994 Celebration 100, voor orkest
- 1995 The Furies, concert voor piano en orkest
- 1996 Symphony of war and peace, voor sopraan en orkest
- 1998 Overture with fanfares, voor orkest

### Werken voor harmonieorkest
- 1971 Celebration Music, voor harmonieorkest

### Muziektheater

#### Opera's
| Voltooid in | titel                                                                                   | aktes                   | première                                                           | libretto         |
| ----------- | --------------------------------------------------------------------------------------- | ----------------------- | ------------------------------------------------------------------ | ---------------- |
| 1985        | Mighty Skity, or The Rabbit who Knew too Much, kinderopera                              | 2 bedrijven             | 5 april 1985, Brisbane, Brisbane Communioty Arts Centre Auditorium | Robert Woodhouse |
| 1987        | Australis 1788 - An Original Music-Drama in Celebration of the Australian Bi-Centennial | 2 bedrijven en 4 scènes |                                                                    | Jane Bradhurst   |

### Vocale muziek

#### Werken voor koor
- 1972 A new lacrimae, voor sopraan, tenor, driestemmig gemengd koor (SAT) en slagwerk
- 1987 Time pieces, voor gemengd koor en slagwerk (optioneel)
- Better Way, voor kinderkoor en piano
- Glory to God, voor gemengd koor en orgel
- The Line Always there, voor vierstemmig kinderkoor, dwarsfluit, glockenspiel, xylofoon, hangende bekkens en vierhandig piano - tekst: Rodriguez

#### Liederen
- 2000 She Is a Cat, voor sopraan en piano
- 2004 Seasonal reflections, zangcyclus van vier liederen voor sopraan, altblokfluit (dwarsfluit) en piano - tekst: Clara Finkle Loux (1919-2000)
  1. Ode to an Indian summer
  2. Spring, oh spring
  3. The lonely timeConcerto for solo harpsichord and strings
  4. Wanderlust
- 2005 Remembering Albany, zangcyclus voor contra-alt, sopraan- en tenorblokfluit en piano - tekst: Clara Finkle Loux
  1. Night in Thatcher Park
  2. The State Office Building
  3. Deep in memory
  4. Our city, Albany

### Kamermuziek
- 1968 Contrasts in Continuum, voor altviool solo
- 1972 Fantasy Music, voor viool en piano
- 1977 Contrasts, voor cello solo
- 1979 Statement and Variations, voor altviool solo
- 1980 Sonate Concertate, voor dwarsfluit, cello en klavecimbel
- 1986 Discorsi musicale, voor altblockfluit/dwarsfluit, viool/altviool, cello en toetseninstrument
- 1986 Serenade, voor strijkkwartet
- 1986 Suite with a Beat, voor 2 sopraan-, alt- en tenorblokfluit met klavecimbel (of piano) (optioneel met cello of basgamba)
- 1990 Forensis, voor hobo, klarinet, fagot en hoorn
- 1990 Greensleeves, voor sopraanblokfluit (of tenorblokfluit, of dwarsfluit), cello (of fagot) en klavecimbel (of piano)
- 1992 March on!, voor blokfluitkwartet en slagwerk
- 1992 Sonate concertate in stilo moderno, voor dwarsfluit, cello en klavecimbel
- 1993 Dialogues, voor klarinet, altviool, cello en piano
- 1994 Cantilena, voor dwarsfluit en slagwerk
- 1995 Calls from the Heartland, voor viool en piano
- 1996 Preludes for Patricia, vier korte stukken voor twee altviolen (of altviool en tevoren opgenomen geluidsband)
- 1996 Shades of brass, voor 2 hoorns, 2 trompetten en 2 trombones
- 1997 Variations on Scarborough Fair, voor dwarsfluit (of tenorblokfluit), cello (of viola da gamba) en toetseninstrument
- 1999 Trio, voor sopraan-, alt- en tenorblokfluit
- 2001 Let's tango!, voor strijkkwartet
- 2001 Ragtime Remembered, voor blaaskwintet
- 2006 Remembering Sonora, voor dwarsfluit, harp en cello
- 2006 La follia Variations, voor dwarsfluit (altblokfluit), cello en toetseninstrument

### Werken voor piano
- 1970 Cycles and Series
- 1974 Forecasts
- 1977 Ragtime
- 1978 Australia's animals
  1. Sleepy koala
  2. Wandering wombat
  3. Ponderous platypus
  4. Silver swan
  5. Capering Kangaroo
  6. Elegant emu
- 1978 Pacific Ports, voor piano vierhandig
- 1984 Moonlight Reflected on Water
- 1984 Soliloquy - Dance Piece 1
- 2000 Ragtime Remembered
- City Sketches
- Homeward
- Elite syncopations
- It's Raining
- Rendezvous

### Werken voor klavecimbel
- 1983 Winter's Shadow
- 1989 Pieces
- 1994 Riding the Ghan

## Publicaties
- Variegations, for orchestra Thesis (Master of Music) - University of Michigan - School of Music., 1969. 28 p.
- Women's Work, Brighton, Queensland: Knowledge Books & Software, 1999. VHS-Video.
- In the Eye of a Storm, Adelaide: DoctorZed Publishing, 2011. ISBN 978-0-987-12392-3
- The trousseau, Adelaide: DoctorZed Publishing, 2011. ISBN 978-0-987-12393-0